# Panamerikanische Spiele 1991/Boxen
Die 11. Boxwettkämpfe der Herren bei den Panamerikanischen Spielen wurden vom 2. August bis zum 18. August 1991 in der kubanischen Hauptstadt Havanna ausgetragen. Sie dienten zur Qualifikation für die Olympischen Sommerspiele 1992 in Barcelona. Das Schwergewicht war die einzige Gewichtsklasse in der keine zwei Bronzemedaillen vergeben wurden. Es wurden insgesamt 47 Medaillen in 12 Gewichtsklassen vergeben.

## Medaillengewinner
| Klasse                          | Gold                           | Silber                                   | Bronze                                                            |
| ------------------------------- | ------------------------------ | ---------------------------------------- | ----------------------------------------------------------------- |
| Halbfliegengewicht (bis 48 kg)  | Rogelio Marcelo García Kuba    | Ricardo Sánchez López Mexiko             | Nelson Dieppa Puerto Rico Luis Fernando Retayud Zubieta Kolumbien |
| Fliegengewicht (bis 51 kg)      | José Ramos Kuba                | David Wladimir Serradas Suárez Venezuela | José Freitas Brasilien Stephan Rose Guyana                        |
| Bantamgewicht (bis 54 kg)       | Enrique Carrión Olivares Kuba  | Carlos Gerena Allende Puerto Rico        | Luis Alberto Ojeda Venezuela Javier Calderón Mexiko               |
| Federgewicht (bis 57 kg)        | Arnaldo Mesa Bonell Kuba       | Kenneth Friday USA                       | Rogerio de Brito Brasilien Arnulfo Castillo Mexiko                |
| Leichtgewicht (bis 60 kg)       | Julio González Valladares Kuba | Patrice Brooks USA                       | Delroy Leslie Jamaika William Irwin Kanada                        |
| Halbweltergewicht (bis 63,5 kg) | Stevie Johnston USA            | Edgar Ruiz Mexiko                        | Luis da Silva Brasilien Aníbal Santiago Acevedo Puerto Rico       |
| Weltergewicht (bis 67 kg)       | Juan Hernández Kuba            | Greg Johnson Kanada                      | Santos Beltrán Mexiko José de la Cruz Guzmán Venezuela            |
| Halbmittelgewicht (bis 71 kg)   | Juan Carlos Lemus Kuba         | Miguel Ángel Jiménez Cedres Puerto Rico  | Lucas França Brasilien Ravea Springs USA                          |
| Mittelgewicht (bis 75 kg)       | Ramón Garbey Kuba              | Chris Johnson Kanada                     | Richard Santiago Rodríguez Puerto Rico Michael DeMoss USA         |
| Halbschwergewicht (bis 81 kg)   | Orestes Solano Kuba            | Raimundo Rafael Yant Rivas Venezuela     | Robert Dale Brown Canada Terrence Poole Guyana                    |
| Schwergewicht (bis 91 kg)       | Félix Savón Fabre Kuba         | Shannon Briggs USA                       | Tom Glesby Kanada                                                 |
| Superschwergewicht (über 91 kg) | Roberto Balado Kuba            | Harold Arroyo Puerto Rico                | Elio Esteban Ibarra Carmona Argentinien Terry Campbell Kanada     |

## Medaillenspiegel
| Rang | Land               | Gold | Silber | Bronze | Gesamt |
| ---- | ------------------ | ---- | ------ | ------ | ------ |
| 1    | Kuba               | 11   | 0      | 0      | 11     |
| 2    | Vereinigte Staaten | 1    | 3      | 2      | 6      |
| 3    | Puerto Rico        | 0    | 3      | 3      | 6      |
| 4    | Kanada             | 0    | 2      | 4      | 6      |
| 5    | Mexiko             | 0    | 2      | 3      | 5      |
| 6    | Venezuela          | 0    | 2      | 2      | 4      |
| 7    | Brasilien          | 0    | 0      | 4      | 4      |
| 8    | Guyana             | 0    | 0      | 2      | 2      |
| 9    | Argentinien        | 0    | 0      | 1      | 1      |
| 9    | Kolumbien          | 0    | 0      | 1      | 1      |
| 9    | Jamaika            | 0    | 0      | 1      | 1      |
|      | Total              | 12   | 12     | 23     | 47     |